# ジョージ・マクギニス
ジョージ・F・マクギニス (George F. McGinnis, 1950年8月12日 - 2023年12月14日) は、1970年代のアメリカ合衆国プロリーグで活躍したアフリカ系アメリカ人の元バスケットボール選手。インディアナ州インディアナポリス出身、インディアナ大学中退。ポジションはパワーフォワード、身長203cm、体重107kg。
ABA後期のスター選手としてインディアナ・ペイサーズを2度の優勝に導き、自身もMVP、得点王に輝くなど華々しいキャリアを過ごした。NBA移籍後は各球団を渡り歩き、1982年に古巣ペイサーズで引退。背番号『30』はペイサーズの永久欠番となっている。

## 学生時代
インディアナポリス生まれ、インディアナポリス育ちのマクギニスは高校はインディアナポリス・ワシントン高校に通い、ここでバスケットボール選手とフットボール選手として頭角を現し、フットボールでは高校オールアメリカンに選ばれ、バスケットボール選手としてはチームを31戦全勝で州タイトルに導き、州のミスター・バスケットボールに選ばれた。またケンタッキー州とのオールスター戦では53得点30リバウンドと大爆発し、ケンタッキー大学の伝説的コーチとして知られるアドルフ・ラップから「私がこれまでに見た中では最高の高校生プレイヤー」と絶賛を受けている。
高校卒業後は地元のインディアナ大学に進学。大学2年生の1970-71シーズンには29.9得点14.4リバウンドの成績を残し、ビッグ・テン・カンファレンスの得点王に輝き、AP通信選出のオールアメリカ3rdチームに選出された。早くもプロスカウトからの注目の的となったマクギニスは、インディアナ大を2年で中退し（当時は1年生は公式試合に出場できなかったため、インディアナ大でプレイしたのは実質1年）、プロの世界に入ることを決意した。なお、マクギニスが大学を去った時と同じくして、インディアナ大のヘッドコーチに後に名将、あるいは闘将として知られるようになるボビー・ナイトが着任する。後にマクギニスはナイトの指導を受けなかったことを後悔しているとのコメントを残している。

## ABA・ペイサーズ
当時NBAは大学生のNBAドラフトへのエントリーを実質禁止していたのに対し、歴史が浅く選手層も薄いライバルリーグのABAは優秀な選手を確保するためにリクルートの規制をほとんど設けておらず、大学在学中の選手にも触手を伸ばしており、そしてマクギニスもインディアナ大大学在学中の1971年に3年15,000ドル契約で、地元インディアナのフランチャイズチーム、インディアナ・ペイサーズに入団することになった。なお、マクギニスが大学を卒業する年となるはずだった1973年のNBAドラフトではフィラデルフィア・76ersがペイサーズに所属中のマクギニスを全体22位で指名している。
マクギニスは1年目から即戦力として活躍し、16.9得点9.7リバウンドの成績を残し、オールルーキー1stチームに選ばれる。メル・ダニエルズ擁するペイサーズはフレッシュなスコアラーを獲得したことでプレーオフも勝ち抜き、そしてファイナルではリック・バリー擁するニューヨーク・ネッツを破ってチーム史上初の優勝を果たした。2年目の1972-73シーズンになるとマクギニスはいよいよ本領を発揮し、リーグ2位となる平均27.6得点、リーグ4位となる12.5リバウンド、11月28日の試合ではペイサーズの1試合最多得点記録となる58得点をあげるなどして初のオールABA2ndチームに選出され、名実共にペイサーズのエースにのし上がった。ペイサーズはこのシーズンもファイナルでダン・イッセル、アーティス・ギルモア擁するケンタッキー・カーネルズを破りファイナル連覇を達成。プレーオフ期間中もチームを牽引する働きを見せたマクギニスは、プレーオフMVPを受賞した。翌1973-74シーズンもマクギニスの勢いは留まることを知らず、1月12日の試合では52得点をあげると共にペイサーズの1試合最多リバウンド記録となる37リバウンド、リーグ2位となる平均15.0リバウンドをあげるなどして初のオールABA1stチームに選ばれると、1974-75シーズンには29.8得点14.8リバウンド6.3アシストを記録し、ついに得点王の座に就くと共にシーズンMVPも受賞した。マクギニスが華々しい活躍を続ける一方で、ペイサーズは2度の優勝以降成績がやや伸び悩び、優勝からは遠ざかった。
1975-76シーズン前、マクギニスは故郷インディアナを離れ、ニューヨーク・ネッツとの契約にサインする。しかしABAで目覚しい活躍を見せるマクギニスをどうしても欲しがった、1973年のNBAドラフトで彼を指名していたフィラデルフィア・76ersは、ネッツにマクギニスの所有権の放棄を迫った。ネッツは76ersの要求に屈し、マクギニスの所有権を放棄。マクギニスは6年300万ドル契約で、NBAの76ersに入団する。なお、この頃になるとABAの経営は行き詰まり、各球団とも赤字経営で瀕死状態で、すでにABAはNBAによる吸収合併が決まっていた。そして翌1976年にABAとNBAの合併が遂行され、この時ABAの多くのチームが解散を強いられたが、ペイサーズは生き残った4チームの中に含まれていた。

## NBA

### 76ers
当時のフィラデルフィア・76ersは9勝73敗のNBA歴代最低勝率をたたき出した1972-73シーズンから若干の回復を見せており、将来に明るい兆しが見えてきた時期だった。そしてここにマクギニスが加入し、マクギニスは76ers1年目の1975-76シーズンから、ABAからNBAへと大きく環境を変えながらも23.0得点12.6リバウンド4.7アシストと一流の成績を残してオールNBA1stチームに選出され、チームも46勝36敗と勝ち越し、プレーオフに進出した。
翌1976-77シーズンにはついにABAとNBAの合併が行われるが、この時ニューヨーク・ネッツは多額の加盟料を支払わされたため、エースのジュリアス・アービングを手放さなければならなくなった。そしてアービングの移籍先となったのが76ersだった。アービングは「NBAに行くことで最も楽しみだったことはマクギニスとの対戦だった」と語っているように、ABA時代のマクギニスとアービングはライバルとして鎬を削りあっていたが、NBAではチームメイトとなり、マクギニスとアービングという2人の名フォワードデュオに大きな注目が集まり、新シーズンが始まると76ersの行く先々で、アリーナの客席は満席となった。シーズン前半のルイジアナ・スーパードームにおけるニューオーリンズ・ジャズとの試合では、当時のNBA記録となる27,383人の観客動員数を記録している。なお、この試合でマクギニスは37得点をあげる活躍だったにもかかわらず、試合後レストランで食事をしていた際に、ウェイトレスが間違えてマクギニスにDr.Jのサインをねだるという、マクギニスにとっては残念な小事が起こっている。またマクギニスとアービングは親しい仲でその間には何の摩擦も無かったにもかかわらず、地元メディアは2人の偉大な選手が同じチームで共存できるはずがないと思い込み、ありもしない2人の確執を報じていた。76ersは1976-77シーズンについに勝ち星を50勝に乗せ、そしてプレーオフも勝ち抜いてNBAファイナルに進出。マクギニスはルーキーイヤーと2年目に獲得したABAタイトル以来のビッグタイトル獲得のチャンスに恵まれたが、しかしプレーオフに入って故障に悩まされていたマクギニスはファイナルでも痛み止めの影響で調子が上がらず、目立った活躍ができずに76ersはビル・ウォルトン擁するポートランド・トレイルブレイザーズに敗れ、マクギニスはファイナル敗退の戦犯として槍玉に挙げられた。一時は放出の危機に晒されたが、新たに着任したビリー・カニンガムヘッドコーチは、マクギニスに放出はさせないと約束した。マクギニスは翌1977-78シーズンも20.3得点10.4リバウンドの好成績を維持するが、この頃にはチームメイトからもマクギニスに対する否定的な意見が多く出るようになり、そしてカニンガムHCでさえもやはりアービングとマクギニスは共存できないとし、このシーズン終了後にマクギニスは半ば76ersを追われる形で、ボビー・ジョーンズとラルフ・シンプソンとの交換でデンバー・ナゲッツにトレードに出された。

### 76ers以後
ナゲッツでは地道かつ厳しい練習を課すヘッドコーチのラリー・ブラウンと練習嫌いのマクギニスの間で確執が生じ（ブラウンは1978-79シーズン中にコーチを辞任している）、またチームメイトのデビッド・トンプソンやダン・イッセルらともあまり上手くいかなかった。マクギニスはナゲッツでの1年目に22.6得点11.4リバウンドの成績を残すが、シーズン終盤に左足靭帯を断裂し、プレーオフ全休を強いられた。この怪我が影響し翌1979-80シーズンは通常より25ポンドも重い状態で開幕を迎えてしまい、マクギニスの成績は大きく落ち込んだ。ナゲッツはマクギニスの放出を決意し、マクギニスはシーズン中にアレックス・イングリッシュとのトレードで、古巣インディアナ・ペイサーズに復帰することになった。
靭帯断裂以後のマクギニスのパフォーマンスは明らかに低下し、ペイサーズに戻って以降も回復はしなかった。1981-82シーズンには遂に平均得点が二桁を割り込み、マクギニスはこのシーズンを最後に現役引退を決意した。
ABA/NBA11シーズンの成績は842試合の出場で、通算17,009得点9,233リバウンド3,089アシスト、平均20.2得点11.0リバウンド3.7アシストだった。

## 業績など
マクギニスは決して優れたジャンプシューターではなかったが、それを補って余りあるほどのシュート決定力を誇り、鋭いドライブから自由自在にバスケットにボールを入れる様はしばしば当時の大スターであり、チームメイトでもあったジュリアス・アービングと比較された。また76ersでのプレイは3シーズンのみだったが、70年代前半はどん底に沈んでいた76ersが強豪チームへと成長するのを大いに助け、76ersのゼネラルマネージャー、パット・ウィリアムズはマクギニスがフィラデルフィアのバスケットそのものを変えたと言い、「ジュリアスは壁と屋根を造ったが、土台を築いたのはジョージだった」と語っている。一方でしばしばチームの調和を乱す選手としても知られた。またターンオーバーも多く、ABA時代には3シーズン続けてリーグ最多を記録している。ABA時代には得点王、シーズンMVP、プレーオフMVP、優勝など輝かしい実績を残し、NBA以後も素晴らしい活躍を見せ、キャリア平均は20得点10リバウンド以上を誇りながらも殿堂入りは果たしておらず、その実績と評価が釣り合っていない選手とも言える。
2017年にベテラン委員会選出により殿堂入りを果たした。2023年12月14日の早朝に死去。73歳没。
インディアナポリスに生を受けて以来、高校、大学、そしてプロチームでも地元インディアナでプレイしており、現役引退後も地元の地域活性活動に尽力し、NCAA本部のインディアナポリス移転やNCAAトーナメントのインディアナポリス開催などを実現させた。
主な業績
- ABAオールルーキー1stチーム　（1972）
- オールABA1stチーム　（1974, 1975）
- ABAオールスターゲーム　（1973～1975）
- ABAシーズンMVP　（1975）
- ABAプレーオフMVP　（1973）
- ABAファイナル制覇　（1972, 1973）
- ABA得点王　（1975）
- ABAオールタイムチーム
- オールNBA1stチーム　（1976）
- オールNBA2ndチーム　（1977）
- NBAオールスターゲーム　（1976, 1977, 1979）
- インディアナ大学オールセンチュリーチーム　（2000）
- インディアナ・ペイサーズ40周年記念オールタイムチーム　（2007）
- 背番号『30』はインディアナ・ペイサーズの永久欠番
- インディアナ・ペイサーズのチーム記録
  - 1試合最多得点歴代1位：58得点
  - 1試合最多リバウンド歴代1位：37リバウンド
  - 1シーズン最多通算得点歴代1位：2,353得点
  - 1試合最多フリースロー試投数歴代1位：22本
  - 1シーズン最多通算フリースロー試投数歴代1位：778本
  - 1シーズン最多通算フィールドゴール成功数歴代1位：873本